# Carbinoxamina
A carbinoxamina é um fármaco utilizado pela medicina como antialérgico. Este fármaco é um bloqueador H1 da histamina indicado nos casos de tosse alérgica, sinusite alérgica, rinite alérgica, urticária, febre do feno, prurido, picadas, angioedema e dermatites e dermatoses alérgicas.

## Mecanismo de ação
Sua ação consiste em bloquear o receptor da histamina H1. Deste modo impede os efeitos desencadeados pela histamina. Também possui outros efeitos como sedação e anticolinérgico.

## Posologia
- Adultos e criança maiores de 12 anos: 4 a 8 mg a cada 6 ou 8 horas
- Crianças: 2 mg a cada 6 ou 8 horas

## Interações
O álcool e depressores do sistema nervoso central podem aumentar os efeitos da carbinoxamina.